# Kuta Buluh (Kuta Buluh)
Kuta Buluh is een bestuurslaag in het regentschap Karo van de provincie Noord-Sumatra, Indonesië. Kuta Buluh telt 1903 inwoners (volkstelling 2010).